# Moeve
Moeve, anciennement Cepsa, fondée en 1929, fut la première compagnie pétrolière espagnole privée. Son siège est situé à Madrid.

## Histoire
La société était en novembre 2006 détenue à 48,83 % par le Français Total et à 30,55 % par BSCH (Banco Santander Central Hispano), puis à 9,54 % par International Petroleum Investment Company, à 5 % par Union Fenosa. Le solde étant considéré comme « flottant ».
En 2011, IPIC (fonds souverain d'Abou Dabi) lance une OPA sur Cepsa et rachète les 48 % de Total pour plus de 3 milliards d'euros.
Auparavant implantée exclusivement dans la péninsule ibérique (Espagne, Portugal, Andorre et Gibraltar), la société se lance au Maroc voisin.
Le 15 octobre 2019, le groupe Carlyle fait l'acquisition de 37 % de participation de Mubadala dans Cepsa. Mubadala restera l'actionnaire majoritaire de Cepsa en détenant les 63 % restants.
Le 30 octobre 2024, Cepsa change de nom et devient Moeve.